# Artibeus phaeotis
Artibeus phaeotis е вид прилеп от семейство Американски листоноси прилепи (Phyllostomidae). Видът не е застрашен от изчезване.

## Разпространение
Разпространен е в Белиз, Бразилия, Венецуела, Гватемала, Гвиана, Еквадор, Колумбия, Коста Рика, Мексико, Никарагуа, Панама, Перу, Салвадор и Хондурас.

## Описание
На дължина достигат до 5,6 cm, а теглото им е около 11,7 g.
Популацията на вида е стабилна.